# 莱德维尔
莱德维尔（法語：Les Deux-Villes，法語發音：[le dø vil]，意为“双城”）是法国大東部大區阿登省的一个市镇，属于色当区。

## 地理
莱德维尔（49°39'2"N, 5°13'55"E）面积8.14 平方千米，位于法国大東部大區阿登省，该省份为法国北部内陆省份，西接埃纳省，南至马恩省，东临默兹省，北与比利时接壤。
与莱德维尔接壤的市镇（或旧市镇、城区）包括：布拉尼、卡里尼昂、马通和克莱芒西、皮伊和沙尔博。

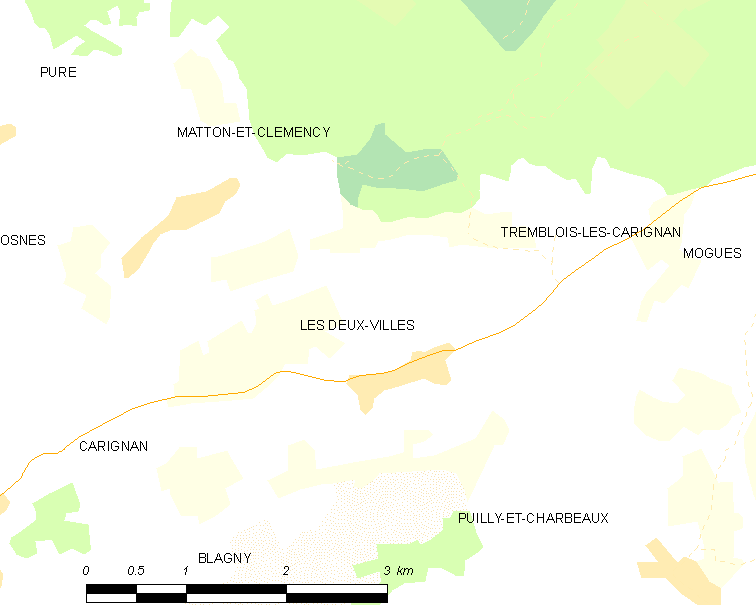
莱德维尔的OSM定位图

莱德维尔的时区为UTC+01:00、UTC+02:00（夏令时）。

## 行政
莱德维尔的邮政编码为08110，INSEE市镇编码为08138。

## 政治
莱德维尔所属的省级选区为卡里尼昂县。

## 人口

1962-2008年间莱德维尔人口变化图示

莱德维尔于2022年1月1日时的人口数量为249人。